# Pseuderanthemum cladodes
Pseuderanthemum cladodes är en akantusväxtart som beskrevs av Emery Clarence Leonard. Pseuderanthemum cladodes ingår i släktet Pseuderanthemum och familjen akantusväxter. Inga underarter finns listade i Catalogue of Life.